# BGL Luxembourg Open 2012
BGL Luxembourg Open 2012 er en tennisturnering på WTA Tour 2012. Turneringen blev afviklet på hardcourt i Luxembourg by i Luxembourg fra 15. til 21. oktober 2012.

## Mester

### Single
- Venus Williams def.  Monica Niculescu, 6–2, 6–3

### Double
- Andrea Hlaváčková /  Lucie Hradecká def.  Irina-Camelia Begu /  Monica Niculescu, 6–3, 6–4